# Bumboot

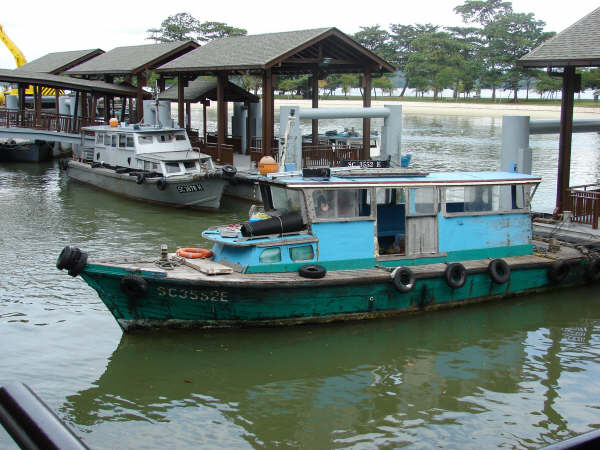
Ein Bumboat in der Neusiedlung Changi Village im Nordosten von Singapur wartet auf Passagiere nach der Insel Ubin

Als Bumboot (aus englisch bumboat) bezeichnet man ein kleines Händlerboot zur Versorgung größerer, auf Reede liegender Schiffe. Ursprünglich bezog sich der Name auf das Boot eines Abdeckers. Der Name entstammt möglicherweise dem holländischen Wort boomschuit („Baumboot“) für einen Einbaum, welches später auch holländische Fischereifahrzeuge benannte.
In Singapur bezieht sich bumboat auf kleine Wassertaxis und Boote für kurze Touristentouren.
Vom Begriff Bumboot leitete sich Mitte des 19. Jahrhunderts der arabische Tanzmusikstil Bambutiyya ab, der in Port Said und anderen Hafenstädten am Sueskanal zur Unterhaltung der Seeleute geschaffen wurde und dessen führendes Melodieinstrument bis heute die Leier Simsimiyya geblieben ist.